# Otter Tail County
Otter Tail County is een county in de Amerikaanse staat Minnesota.
De county heeft een landoppervlakte van 5.127 km² en telt 57.159 inwoners (volkstelling 2000). De hoofdplaats is Fergus Falls.